# 보행자 보호 시스템

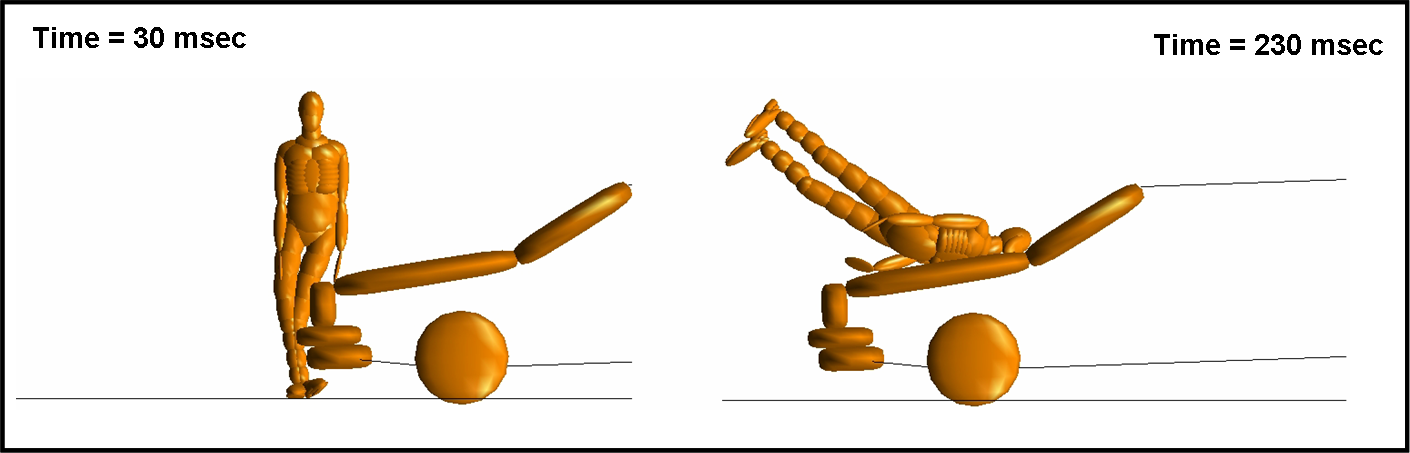
보행자 보호 시스템

보행자 보호 시스템 (Pedestrian Protection System)은 자동차가 보행자와 충돌 회피 또는 충돌 충격 감소를 위한 시스템이다.

## 종류
- 보행자 검출
  - 영상 기반 보행자 검출 시스템
  - 통신 기반 보행자 검출 시스템
- 보행자 충돌 감소
  - 능동적 후드 시스템(액티브 후드 시스템)
  - 보행자 보호 에어백

## 같이 보기
- 자동차